# 雞腿

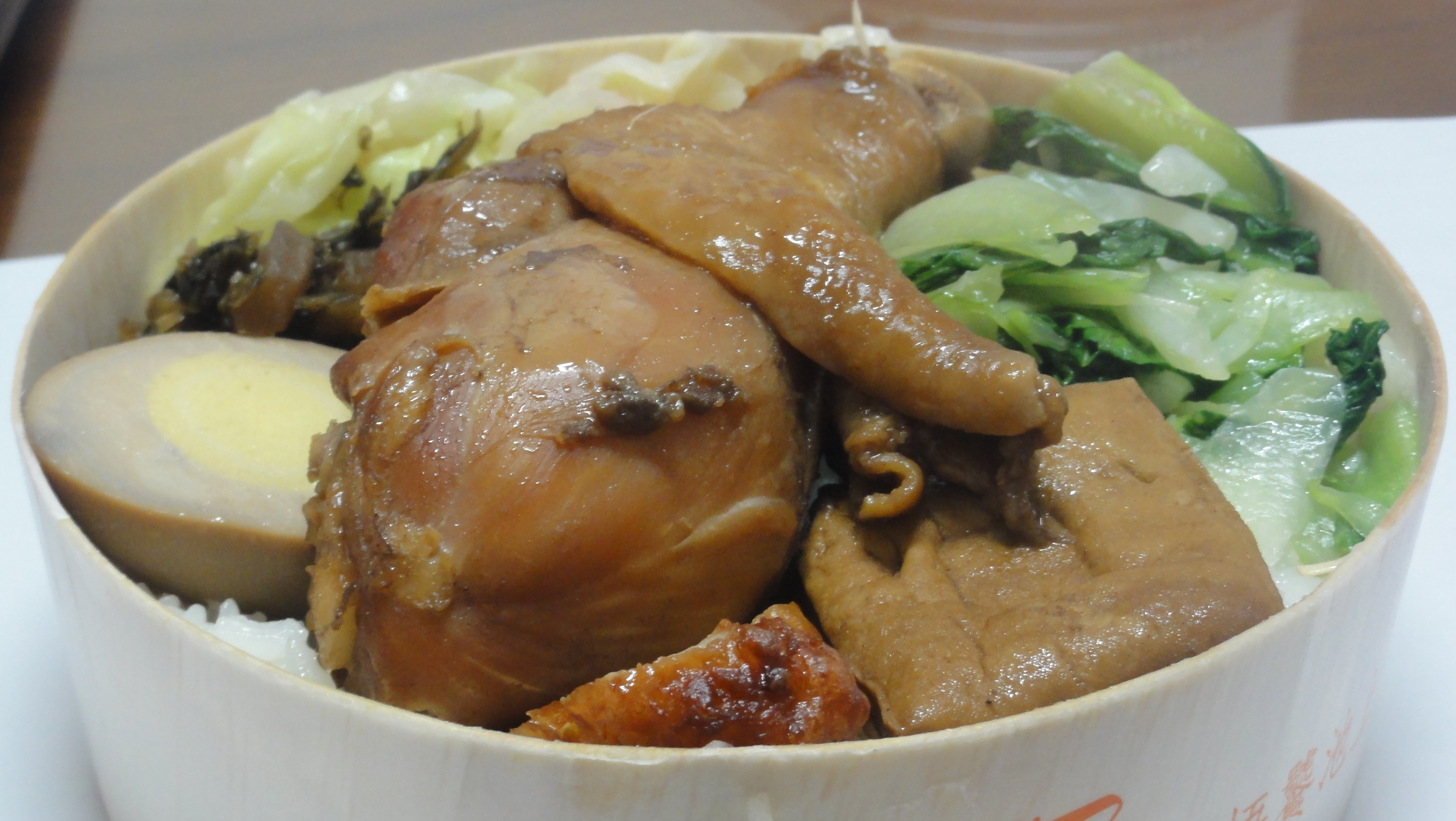
臺灣傳統雞腿便當

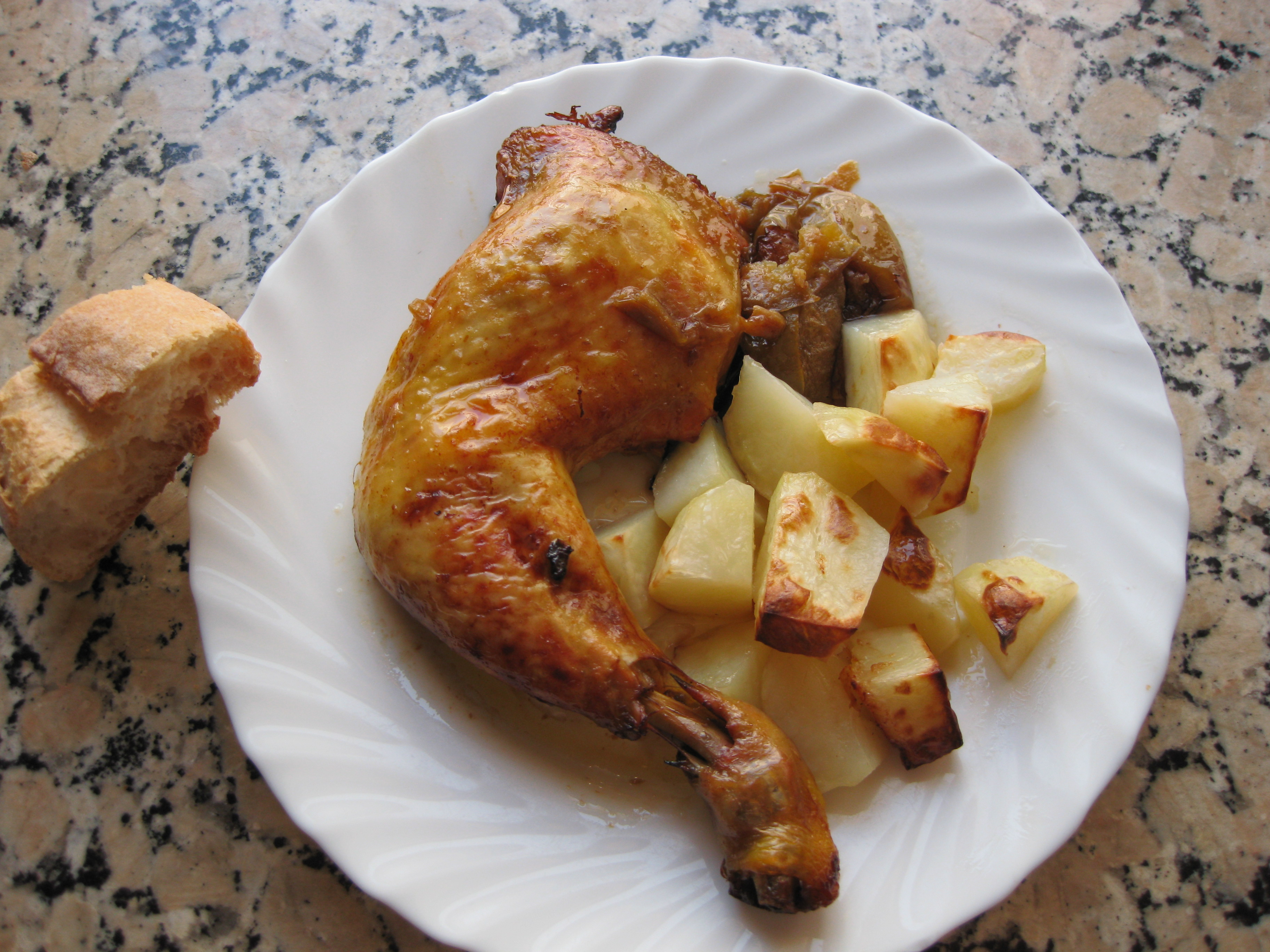
西班牙式烤雞腿

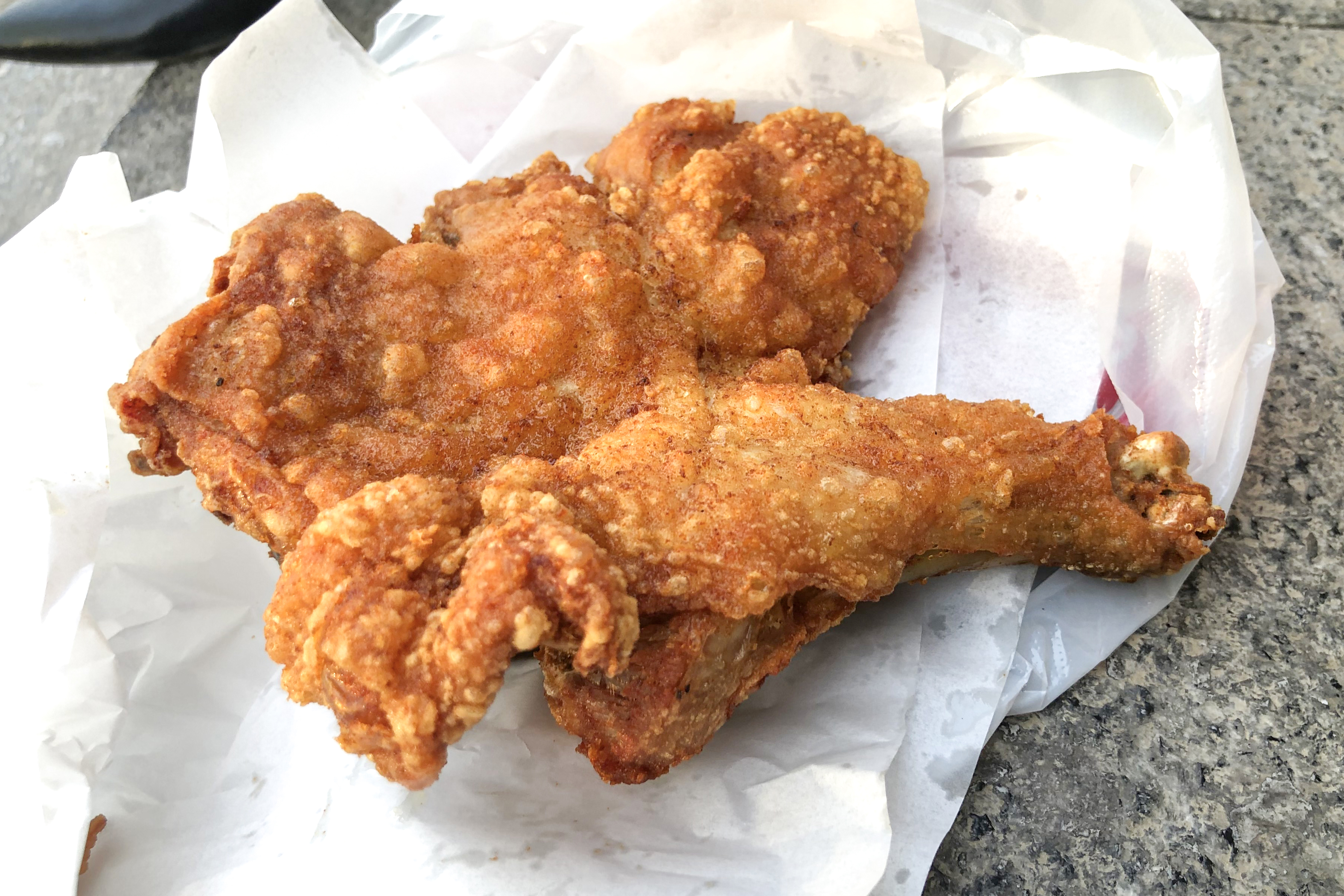
北京式炸雞腿

雞腿（英語：Chicken thigh，粵語常稱：雞脾或雞髀）是一種食材，是雞從腳到腿的部位，是整隻雞最多肉的部位，其肉多而瘦，富有雞鮮味，肉質頗堅實，可分為雞上腿和雞下腿（雞的大腿和小腿）。可以烹調作雞排。雖然雞胸肉也有不少肉塊，但是雞腿的肉質較嫩滑。整隻的雞髀宜蒸、炸；起肉切片或切絲後可炒、燒、拌、蒸、清燉、炸。

## 常見烹調方法
- 燒烤
- 油炸
- 滷

## 外部連結
- 香港食物規格資料庫：雞髀 （页面存档备份，存于）